# Michael Herz
Michael Herz (ur. 9 maja 1949 w Nowym Jorku) – amerykański producent filmowy, reżyser i scenarzysta. Wspólnie z wraz z Lloydem Kaufmanem założył niezależną wytwórnię Troma, znaną z produkcji i dystrybucji filmów klasy B.
Herz i Kaufman spotkali się po raz pierwszy, gdy oboje studiowali na Uniwersytecie Yale. Początkowo obaj nie dogadywali się; Kaufman stwierdził, że jedynym powodem, dla którego się ze sobą spotykali, było to, że Herz posiadał flippera, a Kaufman był jedyną osobą w ich akademiku, która posiadała telewizor. Mimo to zagrał niewielką rolę w pierwszym filmie fabularnym Kaufmana, komedii Dziewczyna, która powróciła (The Girl Who Returned, 1969).
Po ukończeniu Yale, Herz studiował prawo na Uniwersytecie Nowojorskim. Chociaż był całkiem biegły w tej dziedzinie, potajemnie chciał być scenarzystą. Jego dziewczyna Maris, która była przyjaciółką Lloyda Kaufmana, zabrała Herza na komedię kryminalną Johna G. Avildsena Cry Uncle! z Debbi Morgan i Paulem Sorvino, w którym Kaufman był kierownikiem produkcji. Był pod wrażeniem i skontaktował się z Kaufmanem; został zatrudniony do produkcji erotycznego dramatu kryminalnego Sugar Cookies (1973) z Mary Woronov i Robertem Olivo.

## Filmografia
| Rok  | Tytuł                                           | Producent | Reżyser | Producent wykonawczy |
| ---- | ----------------------------------------------- | --------- | ------- | -------------------- |
| 1980 | Mother’s Day                                    |           |         | T                    |
| 1981 | Kelnerka (Waitress!)                            | T         | T       |                      |
| 1982 | Fajtałapy (Stuck On You!)                       | T         |         |                      |
| 1983 | Ten pierwszy raz (The First Turn-On!!)          | T         | T       |                      |
| 1984 | Toxic Avenger                                   | T         | T       |                      |
| 1986 | Combat Shock                                    |           |         | T                    |
| 1989 | Toxic Avenger II                                | T         | T       |                      |
| 1989 | Fortress of Amerikkka                           | T         |         |                      |
| 1989 | Toxic Avenger III: The Last Temptation of Toxie | T         | T       |                      |
| 1990 | Sgt. Kabukiman N.Y.P.D.                         | T         | T       |                      |
| 1995 | Blondes Have More Guns                          | T         |         |                      |
| 1999 | Alien Blood                                     |           |         | T                    |
| 1999 | Class of Nuke 'Em High 2: Subhumanoid Meltdown  | T         |         |                      |
| 1999 | Terror Firmer                                   | T         |         |                      |
| 2000 | Citizen Toxie: Toxic Avenger IV                 | T         |         |                      |
| 2000 | The Rowdy Girls                                 | T         |         |                      |
| 2002 | All the Love You Cannes!                        | T         |         |                      |
| 2005 | Virgin Beasts                                   |           |         | T                    |
| 2005 | Make Your Own Damn Movie!                       |           |         | T                    |
| 2005 | Slaughter Party                                 |           |         | T                    |
| 2006 | Dancing Into the Future                         |           |         | T                    |
| 2006 | Poultrygeist: Night of the Chicken Dead         | T         |         |                      |